# Kučerla
La Kučerla, chiamata anche Kočurla (in russo Кучерла́?),  è un fiume nella parte asiatica della Russia, nella Siberia meridionale. Affluente di destra del Katun', scorre nell'Ust'-Koksinskij rajon della Repubblica dell'Altaj.

## Geografia

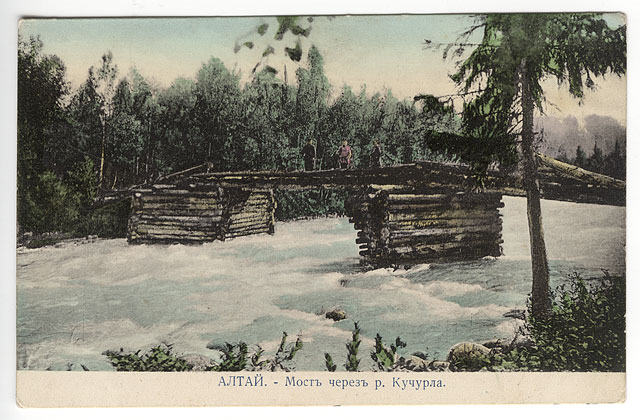
Cartolina con un antico ponte sulla Kučerla.

Il fiume ha origine nella parte ovest del massiccio del Belucha dalla confluenza di due corsi d'acqua: il Mjuštu-Ajry (Мюшту-Айры) e il Koni-Ajry (Кони-Айры) che alimentano il lago Kučerlinskoe (Кучерлинское озеро, 1786 m s.l.m.), di cui il Kučerla è l'emissario. Per quasi tutto il suo corso il fiume è confinato nelle gole montane, formando una catena di rapide complesse in tratti di forte pendenza. Tutto il fiume scorre attraverso una zona di boschi di conifere e misti. Sentieri escursionistici accompagnano l'intero corso del fiume. La sua valle corre principalmente in direzione sud-nord, quasi parallela ad ovest della valle dell'Akkem.